# Pénztárca

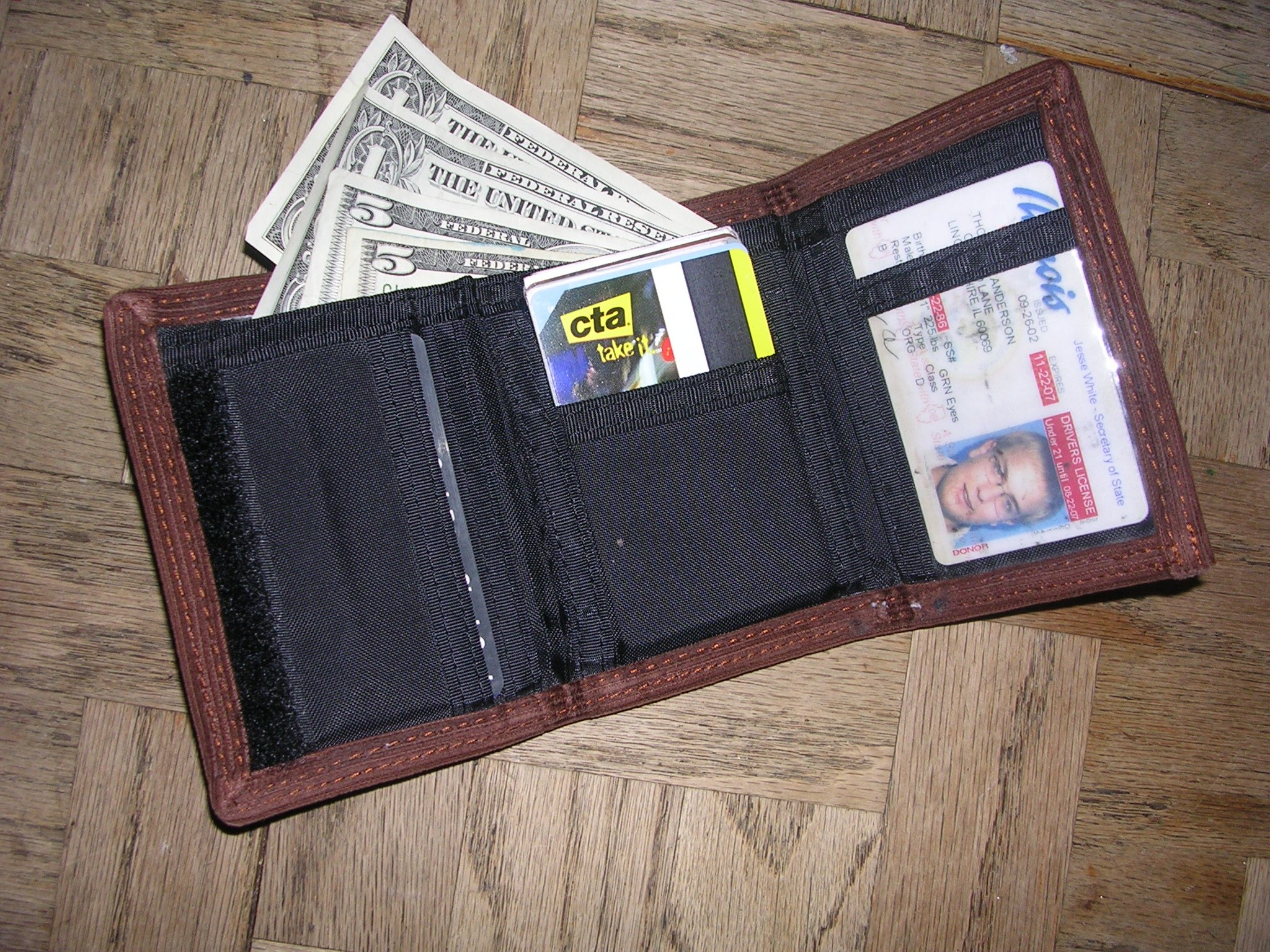
Háromrészes pénztárca jegyzetek és kártyák zsebeivel, valamint egy ablak az azonosító kártya megjelenítéséhez

A pénztárca egy lapos tok vagy tasak, amelyet gyakran használnak kis személyes tárgyak, például papírpénz, betéti kártyák és hitelkártyák, személyazonosító okmányok (például vezetői engedély, személyi igazolvány, klubkártya), fényképek, tranzitigazolványok, névjegykártyák és egyéb papír vagy laminált kártyák tárolására és szállítására. A pénztárcák általában bőrből vagy szövetből készülnek, és általában zsebméretűek és összecsukhatók.
A pénztárcák tartalmazhatnak pénzcsipeszt, érme pénztárcát, láncrögzítőt, hevedert, patentot, gyeplőt vagy cipzárat. Vannak speciális pénztárcák útlevelek, hordható személyi igazolványok és csekkfüzetek tartására. Néhány szokatlan pénztárcát viselnek a csuklón vagy a cipőn. A pénztárcák divatkiegészítőként használhatók, vagy a tulajdonos stílusának, gazdagságának vagy státuszának bemutatására.

## Története

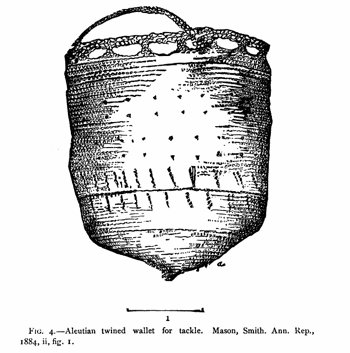
Aleut pénztárca a felszerelés hordozásához

### Ókori Görögország
A klasszicista A. Y. Campbell a következő kérdésre kereste a választ: "Mi... Az ókori irodalomban a pénztárca használata? Teokritészi tudósként arra következtetett, hogy "a pénztárca a szegény ember hordozható éléskamrája volt; Vagy, a szegénységtől eltekintve, ez egy olyan dolog volt, amit élelmiszerekkel töltöttél fel."  Úgy találta, hogy néha az ember közvetlenül eszik belőle, de a legjellemzőbb utalások arra utalnak, hogy "raktárként töltik fel", nem uzsonnás kosárként, hanem inkább túlélőcsomagként.

### Reneszánsz
A pénztárcákat a papírpénz nyugati bevezetése után fejlesztették ki az 1600-as években. (Az első papírpénzt a Massachusetts-öböl kolónia vezette be az Újvilágban 1690-ben.) A papírpénz bevezetése előtt érmék tárolására érméket (általában egyszerű húzózsinóros bőrtasakokat) használtak. A korai pénztárcák elsősorban tehén- vagy lóbőrből készültek, és tartalmaztak egy kis tasakot a nyomtatott hívókártyák számára.
Az Erzsébet-kori kereskedő, John Frampton életét felidézve Lawrence C. Wroth így írja le a kereskedőt: "egy huszonöt éves angol fiatalember, tisztességesen öltözött, ..., kardot viselt, és övéhez rögzített valamit hordott, amit bowgettnek nevezett, vagyis egy bőrzacskót vagy pénztárcát, amelyben készpénzét, számlakönyvét tartotta, és a napi szükségletek kis cikkei".

### 19. század

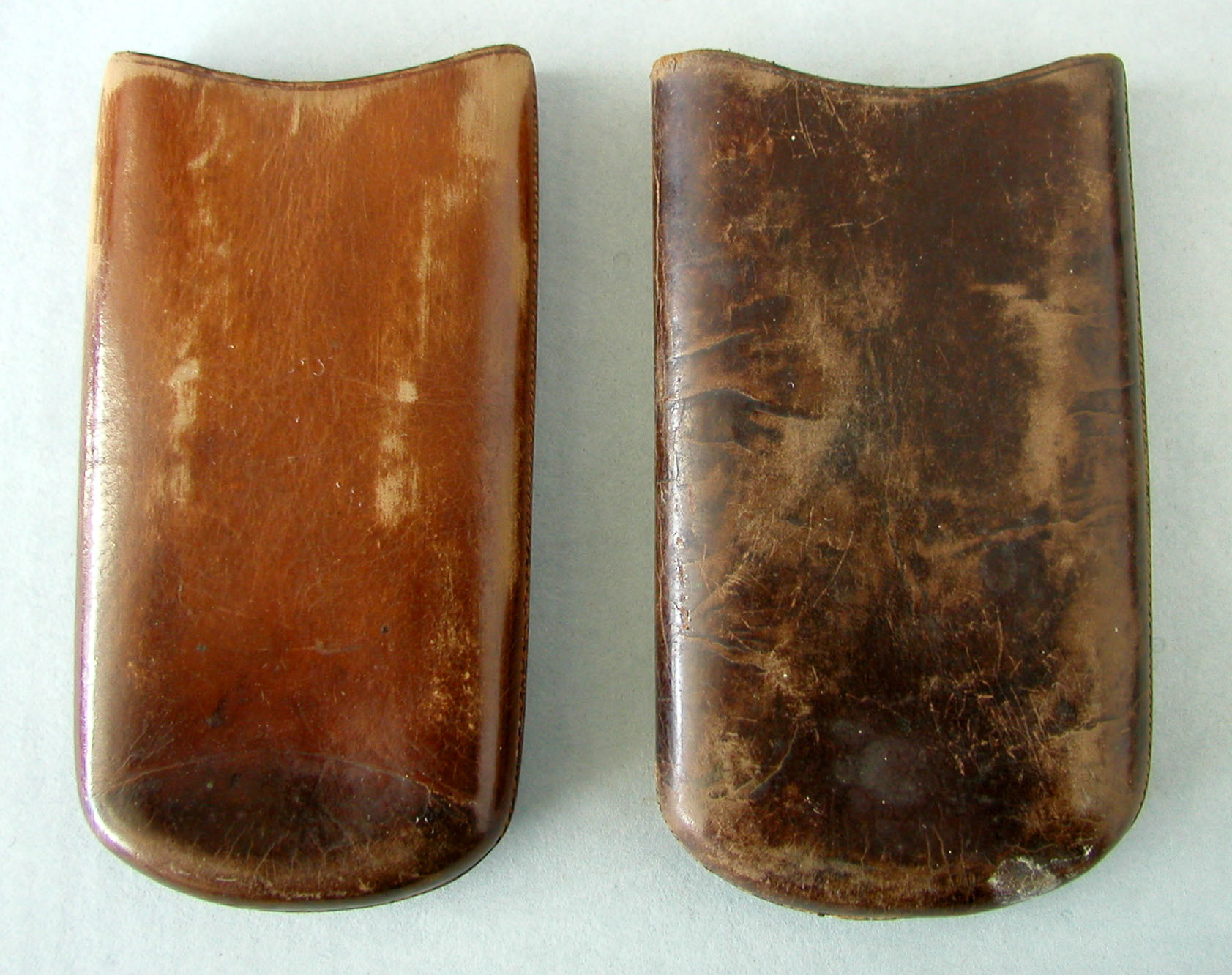
19. század közepi bőrből készült pénztárca vagy tasak

A pénz vagy a valuta mellett a pénztárcát szárított hús, élelmiszer, "kincsek" és "nem kitett dolgok" szállítására is használnák. A pénztárcákat eredetileg a korai ipari amerikaiak használták. A 19. századi Amerikában "félig civilizáltnak" számított, ha valaki az övén hordta a pénztárcáját. Ebben az időben az áruk vagy pénztárcák zsebében történő szállítását civilizálatlannak és szokatlannak tartották.
Spanyolországban a pénztárca a dohányzási kellékek esete volt: "Minden ember egy kis kéve fehér papírt vitt magával egy kis bőr tárca mellett, amely kovát és acélt tartalmazott, valamint kis mennyiségű úgynevezett yescát, szárított növényi rost volt, amelyet egy szikra azonnal meggyújtott."

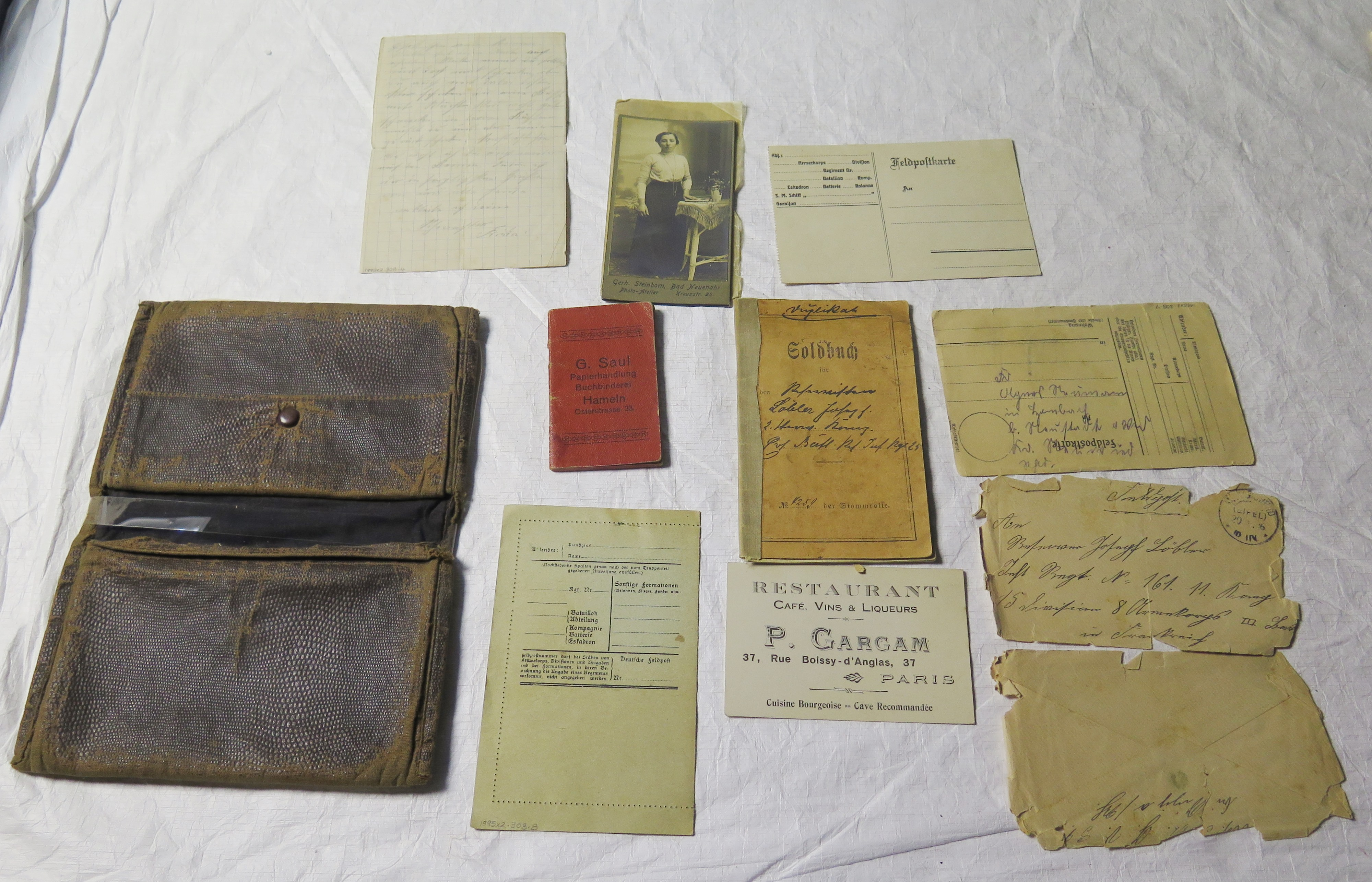
Első világháborús pénztárca és tartalma

### 20. századtól napjainkig
A modern, kétszeres hajtású pénztárca több "kártyanyílással" az 1950-es évek elején szabványosodott az első hitelkártyák bevezetésével. Néhány újítás közé tartozik a tépőzáras pénztárca bevezetése az 1970-es években. A zsebméretű pénztárcák a mai napig népszerűek.
Az olyan kriptovaluták esetében, amelyek csak a kibertérben léteznek bejegyzésként valamilyen online főkönyvben, a "kriptovaluta pénztárca" olyan számítástechnikai eszköz, amelynek célja a tulajdonos titkos kulcsának biztonságos megőrzése, a tulajdonos hitelesítése és a tulajdonos biztonságos aláírása. A "hardvertárca" egy egycélú számítógép, amely ezt még biztonságosabban teszi meg.

## Korabeli példák

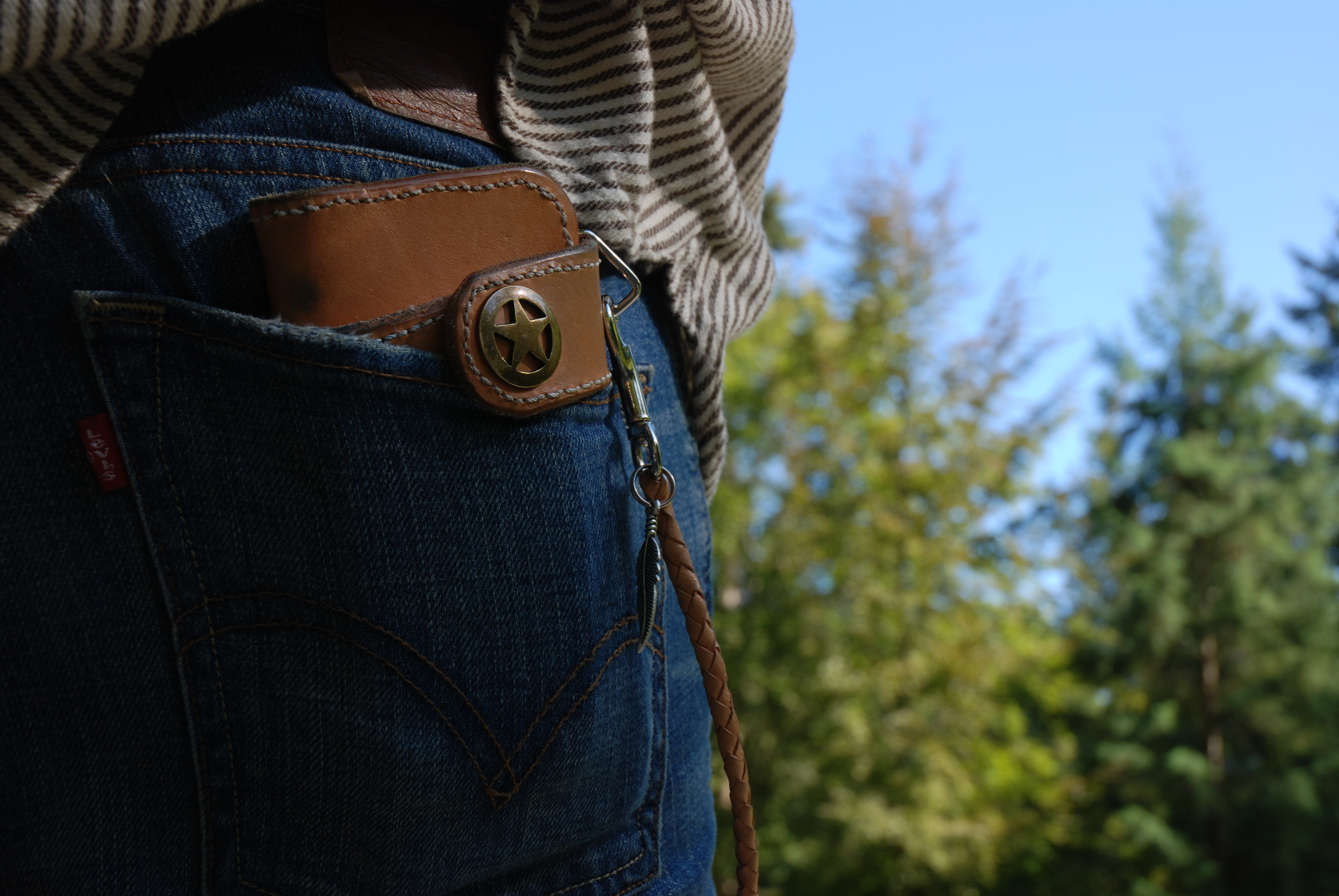
Nagy pénztárca bőrzsinórral és mágnessel rögzítve

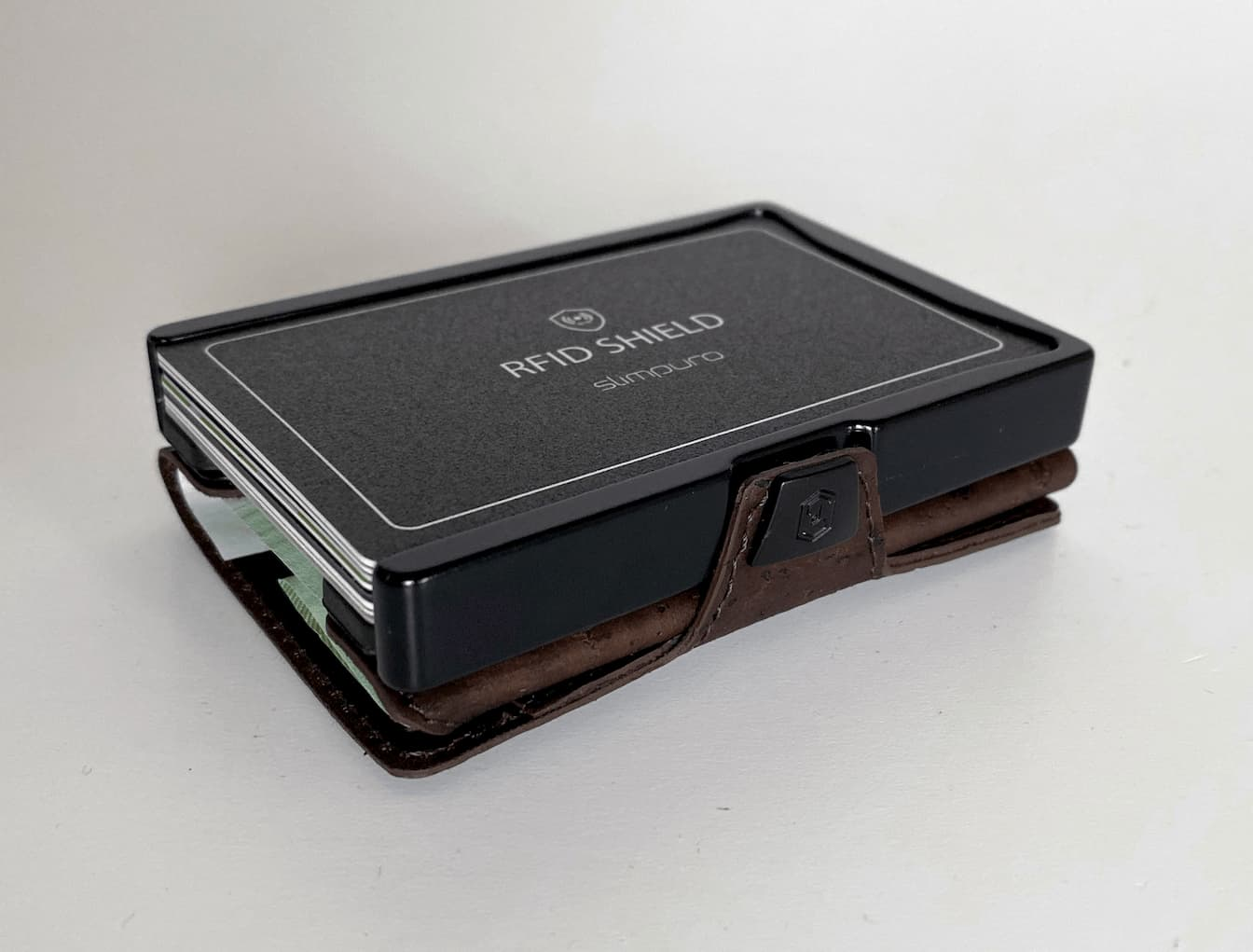
RFID-jelblokkoló, vékony pénztárca

A pénztárcákat általában bankjegyek és hitelkártyák tárolására tervezték, és elférnek egy zsebben vagy kézitáskában. A bankjegyek rögzítésére szolgáló kis tokok, amelyekben nincs hely hitelkártya vagy személyazonosító kártya számára, pénzkapocsnak minősíthetők: ez olyan kis tokok leírására is használható, amelyeket kizárólag ISO/IEC 7810 kártyák tárolására terveztek.
Mell-pénztárca
"Titkári pénztárcának" is nevezik, ez egy olyan pénztárca, amelyben a bankjegyeket nem hajtogatják. Férfi mellzsebhez vagy kézitáskához készültek. A melltárcákban gyakran csekkek és egyéb monetáris dokumentumok találhatók, mivel túl nagyok ahhoz, hogy nadrágzsebben tárolják.
Kétszeres hajtású pénztárca
Olyan típusú pénztárca, amelyben a bankjegyeket egyszer hajtogatják. A hitelkártyák és személyazonosító igazolványok vízszintesen vagy függőlegesen tárolhatók.
Háromszoros pénztárca
Két hajtogatású pénztárca, amelyben a hitelkártyákat általában függőlegesen tárolják.
Első zsebpénztárca
Egy tok, amelyben nincs valutarekesz és nagyon kevés zseb van a kártyák számára. Általában a bankjegyeket összehajtogatják és pénztárca rekeszben tartják.
Money clip pénztárca
Méretét tekintve hasonló az elülső zsebes pénztárcához, ahol a bankjegyeket általában egy erős mágnessel rögzített kapocs tartja.
Hosszú pénztárca
Nagyobb pénztárca, amelyet általában farmerrel viselnek, lánccal, szíjjal vagy bőrszalaggal rögzítve. A számlákat laposan tartják, és a hosszú pénztárcák általában érme pénztárcával rendelkeznek. A motorosok népszerűsítették, hogy biztosítsák pénztárcájukat motorozás közben, a kisebb láncos pénztárcák népszerűvé váltak az 1970-es és 80-as évek punk divatjában, valamint az 1990-es évek elején a grunge divatmozgalommal és a heavy metal divattal. A hosszú pénztárcák népszerűek a férfiak körében olyan készpénzalapú országokban, mint Japán, és tükrözhetik az indián esztétikai hatást.
Pénztárcasáv
Olyan pénztárcatípus, amely szövetből vagy gumiból készült folytonos rugalmas szalagot használ a kártyák és/vagy készpénz biztosítására. A pénztárcasávok csökkentik a hagyományos pénztárca nagy részét.
Karkötő-pénztárca
Olyan típusú pénztárca, amely a csuklóhoz rögzíthető, hogy szabadon tartsa a kezét.
Utazási pénztárca
Az utazók alapvető dokumentumok, például útlevelek, jegyek, beszállókártyák, külföldi pénznem, utazási csekkek, útvonalterv, utasbiztosítás, szállodafoglalási információk és más hasonló tételek együttes tárolására használják.
Azonosító tok/nyaktáska
vékony nejlon vagy bőr tok átlátszó műanyag rekesszel, amelyet személyazonosító igazolvány befogadására terveztek. Általában a nyak körül hordják, sokuknak extra zsebei vannak az apró tárgyak tárolására, ezért pénztárcaként is funkcionálnak.
Cipőpénztárca
egy kis tasak, amely egy cipőhöz van rögzítve, hogy pénztárcaként használják. Elsősorban edzés közbeni viselésre tervezték.
Digitális pénztárca
számítógépes fájl a digitális valuta fenntartásához.
Kriptovaluta pénztárca
digitális pénztárca, ahol privát kulcsokat tárolnak olyan kriptovalutákhoz, mint a Bitcoin.
Hardver pénztárca
Egy különálló fizikai eszközként épített kriptovaluta pénztárca, amely azonosítja a tulajdonost, és lehetővé teszi a tulajdonos számára, hogy biztonságos módon írja alá az online tranzakciókat.
Egymás melletti pénztárca
A tartalmat egy helyett két halomra osztja, így fele olyan vastag. Nagyon vékony anyagból készülhet. Szabadalmaztatott. [további magyarázat szükséges][idézet szükséges]
L-Zip pénztárca
Téglalap alakú pénztárca cipzárral, amely a pénztárca 2 oldalán fut.
Fém pénztárca
Vékony pénztárca fémből, általában alumíniumból vagy titánból. Más anyagokkal, például fával vagy bőrrel kombinálva is megtalálható.
Hitelkártya-tulajdonos
téglalap alakú pénztárca hitelkártyák tárolására.
Kártyabirtokos zip pénztárca
Téglalap alakú pénztárca cipzárral érmék és hitelkártya-tulajdonosok számára.
Csekkönyv
Pénztárca, amely szabványos méretű csekkeket képes tárolni
Boríték
Hosszú pénztárca, amely hasonló tulajdonságokkal rendelkezik, mint egy boríték fedőfedéllel.
Automatikus pénztárca
egy pénztárca, amelynek mechanizmusa kiadja a behelyezett kártyákat egy gombbal, hogy megjelenítse őket használatra. Felugró vagy lépcsőzetes pénztárca néven is ismert.
Taktikai pénztárca
Funkcionális pénztárca, amely vonalzót, kis fűrészt, kést, palacknyitót vagy más eszközöket tartalmaz. Ez egy vékony, pénztárca méretű multitool, hasonlóságot mutat egy svájci bicskával.
RFID-blokkoló pénztárca
Egy pénztárca, amely Faraday-kalitkaként működik a közelségérzékelő kártyák körül. Blokkolhatja az NFC és RFID jeleket, megakadályozva, hogy a hordozható RFID-olvasók érzékeny adatokat olvassanak.

## Anyagai
A pénztárcák hagyományos anyaga bőr vagy szövet, de sok más rugalmas lapos anyag is felhasználható a gyártásukhoz. Nem szőtt textíliákat, például Tyveket használnak, néha az adott anyagra nyomtatott vízálló térképek újrafelhasználását is. Szőtt fémeket, például rézből vagy rozsdamentes acélból készült finom hálót építettek be a pénztárcákba, amelyeket elektromágneses árnyékoló tulajdonságokkal reklámoznak, hogy megvédjék a beágyazott NFC és RFID címkék jogosulatlan szkennelését. A "csináld magad" webhelyek, mint például az Instructables, számos projektet tartalmaznak pénztárcák készítésére olyan anyagokból, mint a farmer, a kevlár vagy a ragasztószalag.

## Regionális különbségek

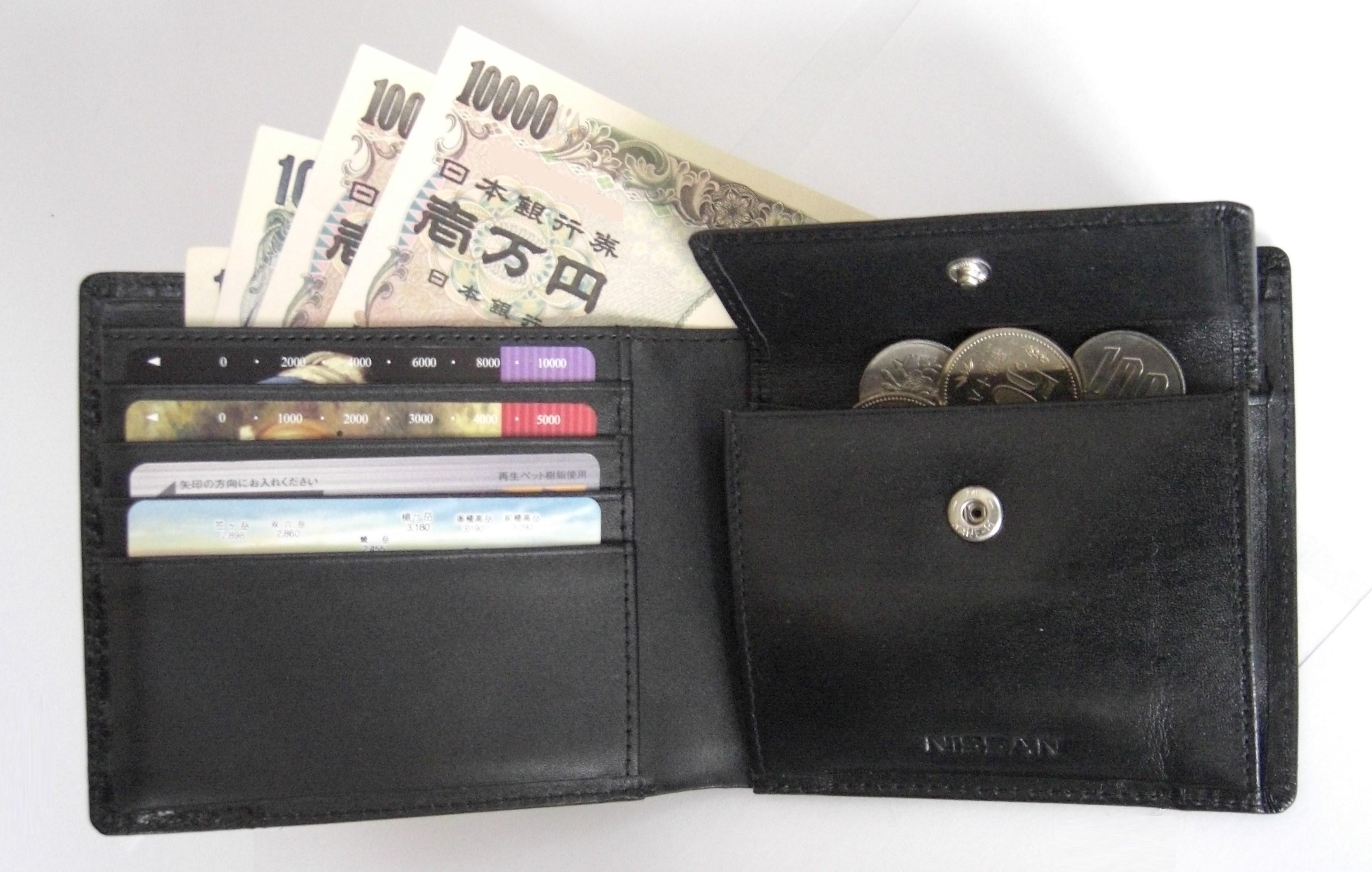
Japán pénztárca érmezsebbel

Egyes pénztárcák, különösen Európában, ahol a nagyobb értékű érmék elterjedtek, érmetartó rekeszt tartalmaznak. Egyes pénztárcák beépített kapcsokkal vagy szalagokkal rendelkeznek, hogy zárva tartsák őket. Mivel az európai bankjegyek, például az euró és a font jellemzően nagyobbak, mint az amerikai bankjegyek, nem férnek el néhány kisebb amerikai pénztárcában.

## Metaforikus használat

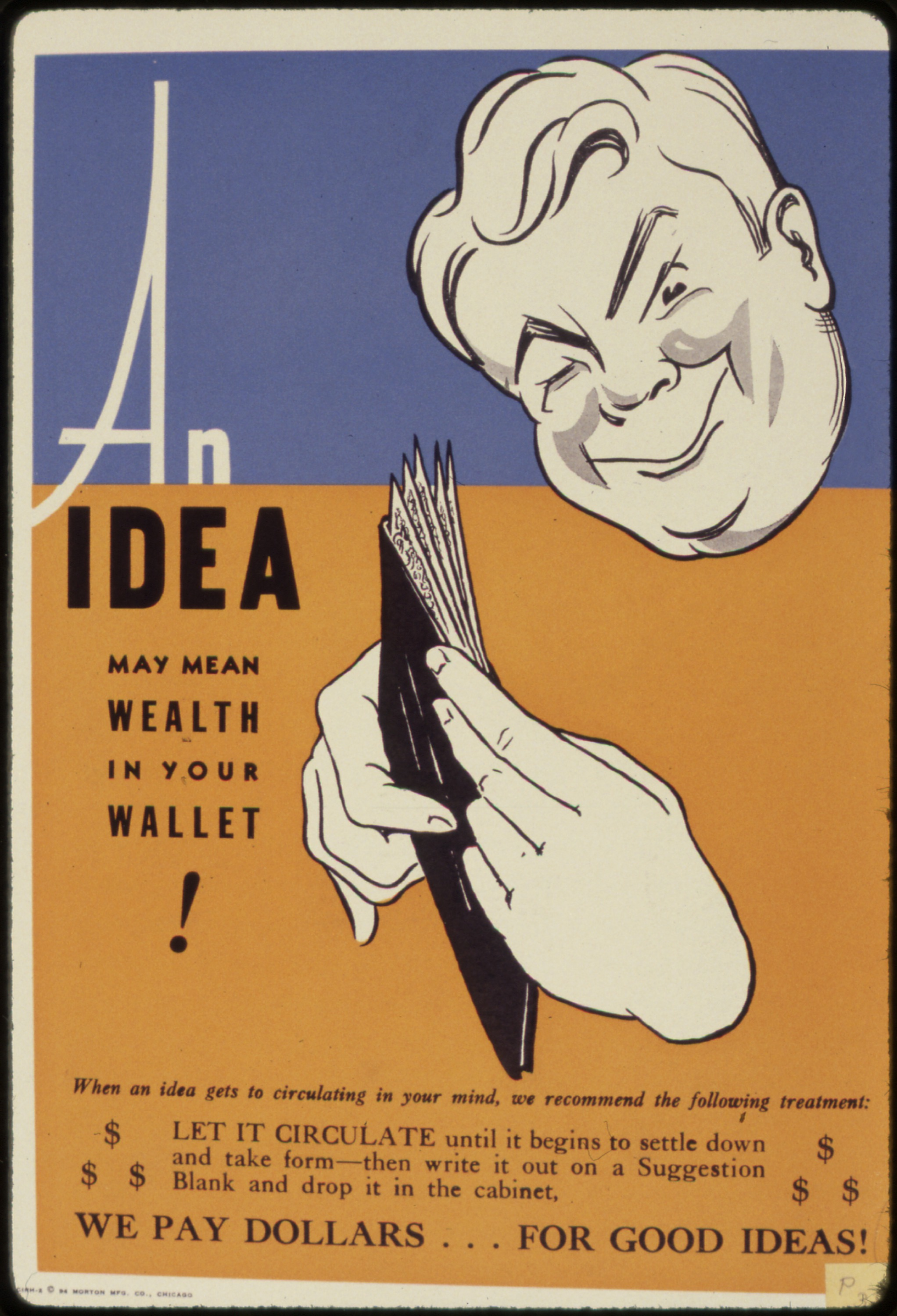
Az innovatív javaslatokat kereső plakát azt mondja az olvasóknak: „Egy ötlet gazdagságot jelenthet a pénztárcájában”.

A pénztárca kifejezést szinekdoche néven is használják, hogy utaljanak az egyén teljes személyes költségvetésére. A "syndecdoche" egyik Sasse-féle definíciója egy pénztárca hivatkozást használ példaként a kifejezés jelentésére ("rövidített beszéd, amelyben a tartalma helyett a tartalmazó edényt említik"), például amikor egy személy feltartja a pénztárcáját egy pénzt kérő személy felé, miközben azt mondja: "itt van 100 dollár".  A tárcát példaként használják a metonímia kapcsolódó retorikai eszközének definíciójában is: "Ha nem tudjuk szíven ütni a bűnelkövetőket, üssük őket a tárcába."

## Fordítás
- Ez a szócikk részben vagy egészben  a   Wallet című angol Wikipédia-szócikk ezen változatának fordításán alapul.  Az eredeti cikk szerkesztőit annak laptörténete sorolja fel. Ez a jelzés csupán a megfogalmazás eredetét és a szerzői jogokat jelzi, nem szolgál a cikkben szereplő információk forrásmegjelöléseként.